# 岐阜県道・愛知県道18号大垣一宮線
岐阜県道・愛知県道18号大垣一宮線（ぎふけんどう・あいちけんどう18ごう おおがきいちのみやせん）は、岐阜県大垣市と愛知県一宮市を結ぶ主要地方道（岐阜県道・愛知県道）である。

## 概要
途中の木曽三川（木曽川・長良川・揖斐川）に架かる橋（濃尾大橋・羽島大橋・大垣大橋）は有料であった。

### 路線データ
- 起点：岐阜県大垣市（笠縫町字奥屋敷488番1地先[1]、河間交差点、国道21号交点[注釈 1]）
- 終点：愛知県一宮市（羽衣1丁目交差点、国道155号交点）

## 歴史
- 1954年（昭和29年）1月20日 - 建設省（現・国土交通省）が主要地方道に指定。
- 1955年（昭和30年）6月14日 - 岐阜県道認定。
- 1956年（昭和31年）4月14日 - 愛知県道認定。
- 1972年（昭和47年）8月27日 - 愛知県が整理番号を18へ変更。
- 1977年（昭和52年）2月27日 - 岐阜県が整理番号を18へ変更。
- 1983年（昭和58年）1月28日 - 岐阜県道55号大垣揖斐川線のうち一般国道417号に昇格しなかった区間を編入。
- 1993年（平成5年）5月11日 - 建設省から、主要県道大垣一宮線が大垣一宮線として主要地方道に再指定される[4]。
- 2023年（令和5年）10月29日 - 河間交差点改良に伴い起点移転[1][3]。

## 道路状況

### 別名
- 大正通り（一宮市）
- 美濃街道（一宮市 - 大垣市）
  - 江戸時代、中山道と東海道を短絡していた脇往還 美濃路（宮宿 - 垂井宿）の一部（萩原宿 - 大垣宿）
  - 別名：吉例街道
- りんごっこ通り（大垣市室本町2 - 馬場町地内）[5]

### 重複区間
- 岐阜県道31号岐阜垂井線（岐阜県大垣市船町・船町4交差点 - 岐阜県大垣市南頬町・禾森交差点）
- 岐阜県道220号安八海津線（岐阜県安八郡安八町北今ケ渕 - 岐阜県安八郡安八町大明神・大明神西交差点）
- 岐阜県道1号岐阜南濃線（岐阜県羽島市福寿町浅平・福寿町浅平3交差点 - 岐阜県羽島市竹鼻町飯柄・竹鼻町飯柄交差点）

### 道路施設
- 大垣大橋（揖斐川）
- 羽島大橋（長良川）
- 濃尾大橋（木曽川）

## 地理

### 通過する自治体
- 岐阜県
  - 大垣市
  - 安八郡安八町
  - 羽島市
- 愛知県
  - 一宮市

### 交差する道路

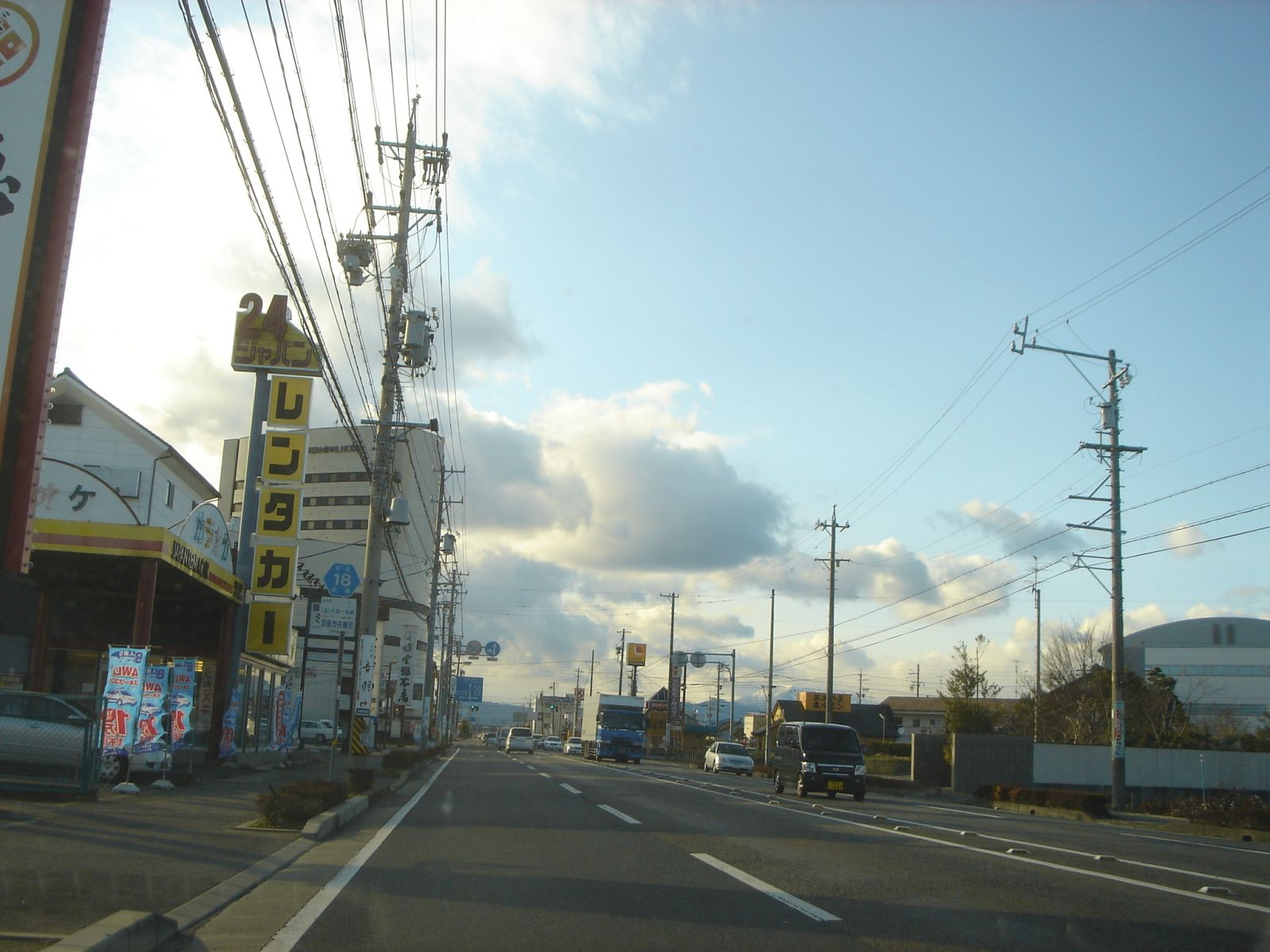
岐阜羽島駅の北東（2008年）

- 国道21号（岐大バイパス、夢花街道21）（岐阜県大垣市笠縫町・河間交差点、起点）
- 岐阜県道231号荒尾笠縫線（岐阜県大垣市宿地町・宿地町交差点）
- 岐阜県道237号西大垣停車場線（西大垣通り）（岐阜県大垣市神田町・神田町１交差点）
- 岐阜県道31号岐阜垂井線（美濃街道、吉例街道）（岐阜県大垣市船町・船町4交差点）
- 岐阜県道57号大垣停車場線（駅通り）（岐阜県大垣市寺内町・寺内町交差点）
- 国道258号（大桑国道、水郷街道258）（岐阜県大垣市南頬町・禾森交差点）
- 岐阜県道193号大垣江南線（岐阜県大垣市長沢町・長沢町5交差点）
- 岐阜県道50号大垣環状線（岐阜県大垣市小泉町・小泉町交差点）
- 岐阜県道232号今尾大垣線（岐阜県大垣市直江町・大垣大橋西交差点）
- 岐阜県道220号安八海津線（岐阜県安八郡安八町北今ケ渕）
- 岐阜県道220号安八海津線（岐阜県安八郡安八町大明神・大明神西交差点）
- 岐阜県道219号安八平田線（岐阜県安八郡安八町大森・大森交差点）
- 岐阜県道23号北方多度線（岐阜県安八郡安八町大森、立体交差で側道で接続）
- 岐阜県道206号岐阜羽島停車場線（睦通り）（岐阜県羽島市福寿町浅平・福寿町浅平4交差点）
- 岐阜県道1号岐阜南濃線（岐阜県羽島市福寿町浅平・福寿町浅平3交差点）
- 岐阜県道151号岐阜羽島線（小熊グリーンロード）（「福寿町浅平3」交差点、岐阜県羽島市福寿町浅平）
- 岐阜県道153号羽島茶屋新田線（「福寿町浅平3」交差点、岐阜県羽島市福寿町浅平）
- 岐阜県道199号竹鼻停車場線（岐阜県羽島市竹鼻町狐穴・下土手交差点）
- 岐阜県道1号岐阜南濃線・岐阜県道118号羽島稲沢線（岐阜県羽島市竹鼻町飯柄・竹鼻町飯柄交差点）
- 岐阜県道165号小熊正木線（岐阜県羽島市正木町新井・正木町新井交差点）
- 岐阜県道184号下中笠松線（岐阜県羽島市正木町新井・正木町三ッ柳交差点）
- 愛知県道129号一宮津島線（愛知県一宮市起堤町・濃尾大橋東交差点）
- 愛知県道147号西萩原北方線（愛知県一宮市小信中島郷東・郷東交差点）
- 愛知県道148号萩原三条北方線（愛知県一宮市三条賀・三条賀交差点）
- 愛知県道14号岐阜稲沢線（西尾張中央道）（愛知県一宮市篭屋・篭屋三丁目交差点）
- 愛知県道148号萩原三条北方線（愛知県一宮市篭屋・尾西I.C.南交差点）
- 愛知県道146号奥音羽線（愛知県一宮市北浦町）
- 愛知県道190号名古屋一宮線（岐阜街道、鮎鮨街道、音羽通り）（愛知県一宮市音羽・音羽3丁目交差点）
- 愛知県道150号一宮川島線（宮西通り）（愛知県一宮市大宮・宮西小学校南交差点）
- 愛知県道151号一宮各務原線（松降通り）（愛知県一宮市文京・文京交差点）
- 愛知県道64号一宮犬山線（愛知県一宮市大浜・大浜交差点）
- 愛知県道171号小折一宮線（愛知県一宮市和光・和光交差点）
- 国道155号（花祇通り）（愛知県一宮市羽衣・羽衣1丁目交差点、終点）